# Вільяміна Флемінг
Вільяміна Пейтон Стівенс Фле́мінг (англ. Williamina Paton Stevens Fleming; 15 травня 1857, Данді, Велика Британія — 21 травня 1911, Бостон, США) — американська астрономка шотландського походження, протягом усієї кар'єри брала участь в розробці єдиної системи класифікації зір, каталогізувала тисячі астрономічних об'єктів. Серед особливих досягнень варто зазначити відкриття нею в 1888 році туманності Кінська Голова.

## Біографія

### Початок життя й еміграція до США
Вільяміна Пейтон Стівенс народилася 15 травня 1857 року в місті в місті Данді в Шотландії, в родині Мері Волкер і Роберта Стівенса, різьбяра та золотника. Вона була однією з шести дітей. Її молодша сестра, Джоганна Стівенс, пізніше також працювала в обсерваторії Гарвардського коледжу. Починаючи з чотирнадцяти років, Вільяміна пішла працювати вчителькою. У 1877 році вона одружилась із вдівцем Джеймсом Орром Флемінгом (англ. James Orr Fleming), бухгалтером з Данді. У подружжя був один син, Едвард П. Флемінг.
У 1878 році у віці 21 року вона разом із чоловіком емігрувала до США, де оселилась в Бостоні. Чоловік її покинув, тому Вільяміні довелося шукати роботу, щоб прогодувати себе і сина. Вона працювала покоївкою в будинку професора Едварда Чарльза Пікерінга, директора обсерваторії Гарвардського коледжу. Дружина Пікерінга Елізабет рекомендувала Вільяміну як жінку, талановиту в інших галузях окрім опіки й материнства, і в 1879 році Пікерінг найняв Флемінг виконувати канцелярську роботу в обсерваторії неповний робочий день. (За легендою, Пікерінг в той час був розчарований своїми помічниками і спересердя заявив, що його покоївка могла б краще впоратись із їхньою роботою.)

### Каталог Генрі Дрейпера

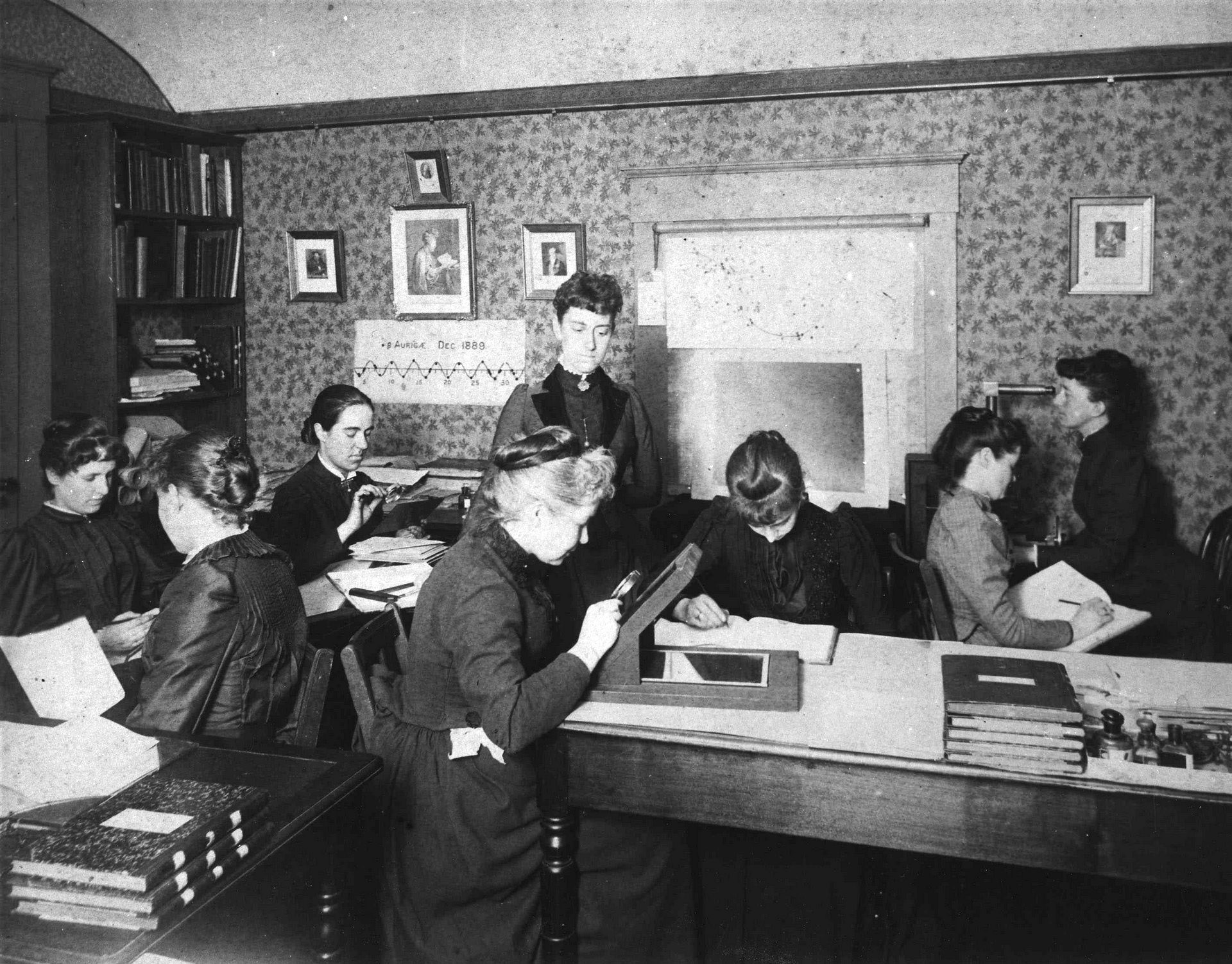
Гарвардські комп'ютери за роботою.

У 1886 році Мері Анна Дрейпер, багата вдова астронома Генрі Дрейпера, заснувала Меморіал Генрі Дрейпера для фінансування досліджень обсерваторії Гарвардського коледжу. У відповідь обсерваторія розпочала роботу над першим каталогом Генрі Дрейпера, довгостроковим проєктом з отримання оптичних спектрів якомога більшої кількості зір та класифікації зір за спектрами.
Флемінг була призначена відповідальною за роботу над каталогом Генрі Дрейпера. Незабаром виникли розбіжності щодо класифікації зір. Аналіз розпочала Нетті Фаррар, але через кілька місяців вона пішла з обсерваторії, щоб одружитись. Антонія Морі виступала за складну схему класифікації. Флемінг, однак, шукала більш простого, зрозумілого підходу.
Флемінг розробила систему класифікації зір відповідно до яскравості ліній водню в їхніх спектрах, відому як система Пікерінга-Флемінг. Зорі, у яких лінії водню були найпомітнішими, були класифіковані як A; у яких лінії водню були другими водню як другого за яскравістю серед усіх елементів, - B; і так далі до літери Q (за виключенням літери J). Пізніше Енні Джамп Кеннон зробила емпіричну класифікацію Флемінг більш фізичною, перевизначивши спектральні класи і впорядкувавши їх у порядку збільшення температури зорі. В результаті послідовність спектральних класів набула вигляду OBAFGKM. Вона відома як Гарвардська спектральна класифікація і використовується понині.
У 1890 році обсерваторія Гарвардського коледжу опублікувала перший каталог Генрі Дрейпера, створений завдяки рокам роботи жіночої команди Гарвардських комп'ютерів. Каталог містив понад 10 000 зір, класифікованих відповідно до їхніх спектрів. Флемінг виконала більшість цих класифікацій. Флемінг також організувала архів з тисячі фотографій спектрів, щоб за необхідності їх можна було знайти й порівняти. У 1898 році її призначили кураторкою астрономічних фотографій у Гарварді, - першою жінкою, яка зайняла цю посаду.
На Всесвітній виставці 1893 року в Чикаго зробила доповідь «Поле для жіночої роботи в астрономії», в якій вона пропагувала наймати жінок-асистенток в астрономічні установи. У своїй промові вона погоджувалася з загальноприйнятою думкою, що жінки є гіршими науковицями, але припускала, що, якщо їм нададуть більше можливостей, вони зможуть стати рівними; іншими словами, статеві відмінності в цьому відношенні були більше обумовлені культурою, ніж біологією.

### Інші наукові відкриття

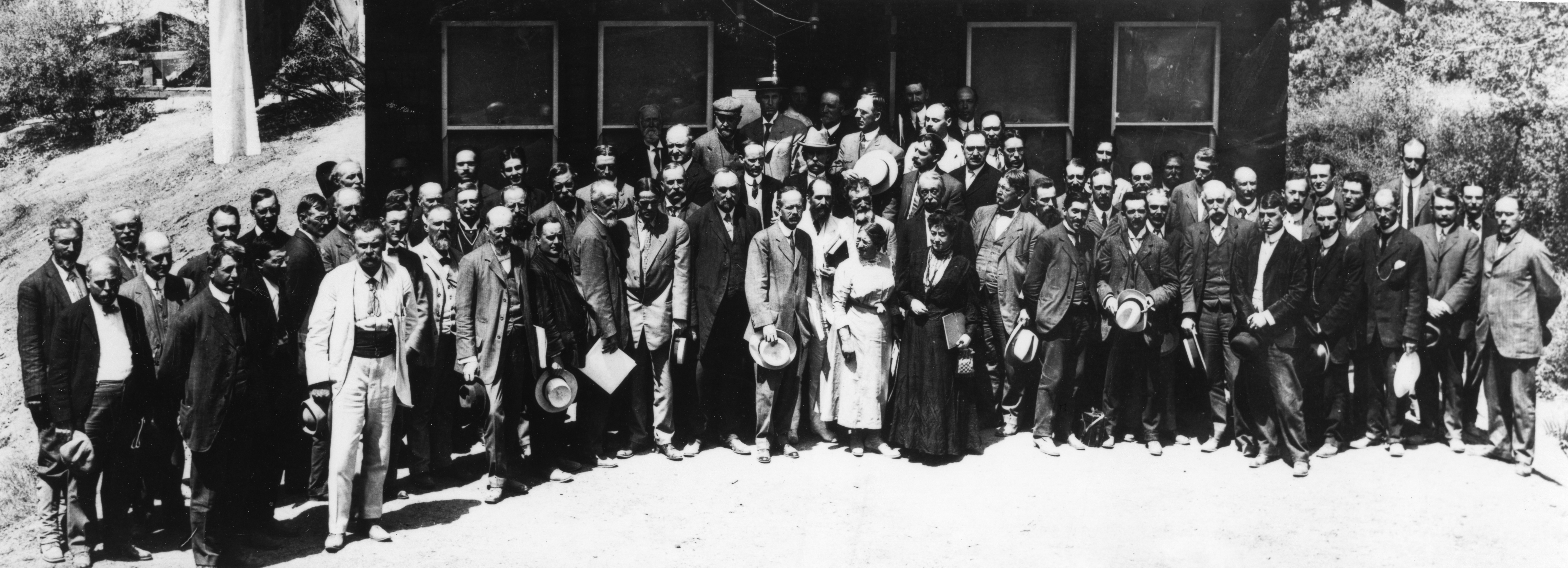
Флемінг (праворуч від центру), на Четвертій конференції Міжнародного союзу зі співпраці в дослідженнях Сонця в обсерваторії Маунт-Вілсон, 1910 рік

За свою кар'єру Флемінг відкрила загалом 59 газових туманностей, понад 310 змінних зір і 10 нових зір. У 1907 році вона опублікувала список з 222 виявлених нею змінних зір.
У 1888 році Флемінг відкрила на пластині номер B2312 туманність Кінська Голова, описавши її як яскраву туманність (пізніше відому як IC 434) з «напівкруглими заглибленнями 5 мінут діаметром за 30 мінут на південь від Дзета Оріона». Брат Едварда Пікерінга, Вільям Пікерінг, проаналізувавши фотографію, припустив, що це місце було лише тінню від хмари космічного пилу.
Багато зі статей та книг, що виходили пізніше, намагались заперечувати причетність Флемінг до відкриття та приписували його Вільяму Пікерінгу, тому що укладач першого Індексного каталогу (IC) Джон Дреєр видалив ім'я Вільяміни Флемінг з авторів списку об'єктів, які вона виявила, приписуючи авторство Пікерінгу (авторство якого не викликало у читачів каталогу сумнівів, оскільки він був директором обсерваторії). Однак, у другому випуску Індексного каталогу в 1908 році Флемінг та інші автори були вже досить відомі, щоб отримати належне визнання заслуг у відкритих ними пізніше об'єктах — щоправда, не для туманності Кінська Голова, яку Флемінг відкрила раніше.
Пікерінг був настільки вражений креативністю Вільяміни Флемінг, що найняв ще дев'ятьох інших жінок, щоб допомогти з обчисленнями та сортувати спектри на фотопластинках, а також для редагування публікацій обсерваторії. Ця група жінок стала відомою як «Гарвардські комп'ютери».
У 1899 році Флемінг було призначено відповідальною за архів фотопластин. У 1906 році вона стала першою американкою, обраною почесним членом Лондонського королівського астрономічного товариства. Незабаром після цього її було обрано почесним членом коледжу Веллслі в області астрономії. Незадовго до її смерті Астрономічне товариство Мексики нагородило її медаллю за відкриття нових зір.
Флемінг опублікувала 2 роботи:
- «Фотографічне дослідження змінних зір» (англ. A Photographic Study of Variable Stars, 1907)
- «Спектри і фотографічні величини зір в стандартних кольорах» (англ. Spectra and Photographic Magnitudes of Stars in Standard Regions, 1911).

Остання, дуже важлива робота Флемінг «Зорі з пекулярними спектрами» була опублікована в 1912 році вже після її смерті.
У 1907 році Флемінг стала громадянкою США.
Вона померла від пневмонії в Бостоні 21 травня 1911 року у віці 54 років.

## Вшанування
- Членка Астрономічного та астрофізичного товариства Америки та Астрономічного товариства Франції[3]
- Обрана почесним членом Лондонського королівського астрономічного товариства (1906) і стала першою жінкою з США з такою відзнакою[7]
- Медаль Гвадалупе Альмендаро від Астрономічного товариства Мексики[es][23] за відкриття нових зір
- Почесна співробітниця з астрономії Коледжу Веллслі

## Пам'ять
- Кратерів Флемінг на зворотному боці Місяця на честь двох вчених-однофамільців шотландського походження — Вільяміни Флемінг та Александера Флемінга.
- На честь Вільяміни Флемінг названо астероїд головного поясу 5747 Вільяміна[24].
- Меморіальна табличка на "Жіночому шляху" в Данді[25]
- Їй присвячена ілюстрована книга для дітей «Вона вловила світло: Вільяміна Стівенс Флемінг: астрономка» (2021)[26]